# Gert van Hoef
Gert van Hoef (Barneveld, 17 juni 1994) is een Nederlandse organist en componist.

## Biografie

### Jeugd en opleiding
Gert van Hoef groeide op in Barneveld. Pas op 13-jarige leeftijd kreeg hij belangstelling voor het orgel en door zijn grootvader werd hem de kennis over het orgel bijgebracht, waarna hij dat in praktijk bracht op het van zijn ouders gekregen huisorgel. Hij was autodidact en kon geen noot lezen, maar door zijn gebleken talent en oefening speelde hij al snel een aantal klassieke werken uit zijn hoofd. In 2008 ving hij aan met een serieuze studie door lessen te nemen bij organisten in de plaatselijke omgeving, waaronder Evert van de Veen en Herman van Vliet. Al op 16-jarige leeftijd werd hij in Voorthuizen benoemd tot de vaste organist van de Nederlandse Hervormde Kerk. In 2013 ving hij aan met een studie aan het Koninklijk Conservatorium met als hoofdvak orgel en als bijvak piano. In 2018 heeft hij deze studie afgerond. Daarnaast gaf hij zijn eerste orgelconcerten en won hij diverse keren een orgelconcours.

### Carrière
Regelmatig geeft hij optredens, waarbij hij eigen bewerkingen en improvisaties van psalmen en gezangen, filmmuziek en klassieke concerten voor orkest op het orgel ten gehore brengt. Hij speelt hierbij op zowel pijporgels in kathedralen en kerken, als op virtuele pijporgels en klassiek elektronische orgels in concertzalen. Ook is hij op piano actief met recitals en spontane optredens op treinstations waar een piano staat opgesteld. Mede dankzij de grote mate van de op de door hemzelf op internet geplaatste video-opnamen van zijn optredens bereikte hij in korte tijd een grote populariteit en werd daardoor behalve binnen Nederland, ook in het buitenland gevraagd op te treden. Tevens werden in eigen beheer opnamen uitgebracht op dvd's en cd's en bracht hij, ook in eigen beheer, bladmuziek met zijn liedbewerkingen uit. Sinds 2016 heeft Van Hoef een registrante, Marjolein Speijer, die hem bij zijn optredens vergezelt en met wie hij in november 2017 in het huwelijk is getreden. Samen kregen zij twee zoons, een in 2018 en een in 2021.
Op 7 januari 2018 trad hij gezamenlijk met andere organisten uit verschillende landen op in het Müpa Budapest in Hongarije.
Op YouTube is Van Hoef een der meest beluisterde organisten. In 2022  was zijn vertolking van ‘Pirates of the Caribbean’ op internet  bijna 1,25 miljoen keer bekeken en zijn Toccata en Fugue van Bach passeerde de 9 miljoen. Van zijn improvisatie op ‘Heer, u bent mijn leven’ zijn diverse varianten op internet te vinden.

## Gewonnen concoursen
- 1e prijs bij het Interclassic Music Concours[5] in Ede (2009);
- Winnaar van het Feike Asma Concours in de categorie 16-19 jaar in Ede (2010);
- Winnaar van het Govert van Wijn Concours in de Groote Kerk van Maassluis (2015).

## Uitgebrachte cd’s
- Première (2014)
- Reprise (2015)
- Augustijnenkerk Dordrecht (2016)
- St. Bartholomeuskerk Geraardsbergen (2017)
- Grote of Stephanuskerk Hasselt (2019)
- ‘Daar juicht een toon, Bovenkerk Kampen’ (2020)
- Evangelisch-Lutherse kerk Den Haag (2021)

## Uitgebrachte dvd’s
- In Concert (2012)
- Najaarsconcert (2012)

## Bladmuziek
- Liedbewerking 'Heer U bent mijn leven'; Fantasie en toccata over gezang 161
- Liedbewerking 'Is uwe lamp wel brandend?'; Lied nr. 762 uit de liederenbundel van Joh. de Heer & Zoon
- Liedbewerking 'Eens als de bazuinen klinken'; Lied 300 uit het Liedboek voor de Kerken
- Liedbewerkingen 'Abba, Vader, U alleen' – Opwekking 136; 'Vrede van God' – Opwekking 602
- Liedbewerking 'Groot is Uw trouw, o Heer' – Opwekking 123
- Liedbewerkingen 'U bid ik aan, o Macht der liefde' – ELB 284; 'Nearer my God to Thee'
- Fantasie 'Ode to joy' Symfonie 9 – Beethoven
- Liedbewerking ‘God is getrouw, Zijn plannen falen niet’

## Premium Bladmuziek
- Arrangement 'Beauty and the Beast'
- Arrangement 'The Polar Express'
- Arrangement 'The adventures of Tintin'
- Improvisatie 'Las Emociones de Argentina'